# Æneas Mackintosh
Vous lisez un « bon article » labellisé en 2009.
Æneas Lionel Acton Mackintosh, né le 1er juillet 1879 à Tirhut et mort le 8 mai 1916 dans le détroit de McMurdo, est un officier de la marine marchande britannique et un explorateur de l'Antarctique, membre de deux expéditions de Sir Ernest Shackleton : l'expédition Nimrod (1907-1909) et l'expédition Endurance (1914-1917).
Second officier sur le Nimrod puis transféré à terre, sa participation à la première expédition est rapidement compromise lorsqu'il se blesse l'œil droit. Bien qu'il soit invalide à son retour en Nouvelle-Zélande, sa volonté et sa détermination impressionnent Shackleton, si bien qu'à la seconde expédition, en 1914, Shackleton l'a nommé au poste clé de commandant d'une équipe de ravitaillement destinée à créer des dépôts de ravitaillement depuis la mer de Ross pour aider la traversée transcontinentale d'une équipe venue de la mer de Weddell.
Dans les phases finales des créations des principaux dépôts sur la barrière de Ross, il est dépassé tant physiquement que mentalement par les difficultés d'organisation et les impondérables et transmet le commandement effectif de l'équipe à son subordonné, Ernest Joyce, après avoir veillé à ce que tous les dépôts nécessaires soient en place. Souffrant de scorbut et d'épuisement, il est aidé grâce aux efforts combinés de Joyce, Ernest Wild et Richard W. Richards. Récupérant, il tente toutefois imprudemment de marcher sur la banquise de la péninsule de Hut Point vers la base principale du cap Evans — soit une distance de 21 km — et disparaît au cours d'une tempête de neige, avec Victor Hayward.
En raison du manque de travail en Australie et des restrictions financières imposées par Shackleton, l'équipe en mer de Ross commence en retard et dans la confusion, qui, de façon justifiée ou non, influent sur les capacités de commandement perçues de Mackintosh. Il manque apparemment de compétences nécessaires pour traiter avec le public ou la presse, alors que son style de commandement traditionnel et hiérarchique ne permet pas d'établir de bonnes relations avec la plupart de ses hommes. Les chroniqueurs le décrivent, en outre, comme « hasardeux » et « erratique [et] susceptible d'avoir des accidents »,. Néanmoins, il est reconnu par le fils d'Ernest Shackleton, comme l'un des héros de l'expédition, avec Joyce et Richards. Shackleton décrit lui-même la « volonté de fer » de Mackintosh, en ajoutant qu'il serait « mort pour son pays aussi sûrement que ceux qui ont donné leur vie sur les champs de France ou de Flandres ».

## Biographie

### Jeunesse
Mackintosh naît en Tirhut, en Inde, le 1er juillet 1879, même si certaines sources indiquent 1881. Il est l'un des six enfants — cinq garçons et une fille — d'un planteur écossais d'indigotiers, Alexander Mackintosh, qui lui-même descend de chefs du clan MacKintosh de la confédération Chattan. Æneas est donc l'héritier de la chefferie, dont l'ancien siège se trouvait à Inverness. Ce contexte privilégié explique en partie les difficultés qu'il connaît plus tard avec ses subordonnés — son ami John King Davis le surnomme même « sahib » (seigneur).
Sa mère, Annie Mackintosh, quitte l'Inde pour retourner en Grande-Bretagne et emmène ses enfants avec elle. Le père Alexander disparaît par la suite de l'histoire familiale. En Grande-Bretagne, Æneas étudie à la Bedford Modern School et suit ensuite le même chemin qu'Ernest Shackleton avait pris cinq ans plus tôt en sortant de l'école en 1894 à quinze ans pour aller servir en mer. Après avoir fait son apprentissage comme Merchant Officer dans la marine marchande, il rejoint la Peninsular and Oriental Steam Navigation Company (P&O) en 1899, restant avec cette entreprise jusqu'à son « emprunt » par Shackleton en 1907. Il est ensuite commissionné comme sous-lieutenant dans la Royal Naval Reserve en 1908.

### Expédition Nimrod

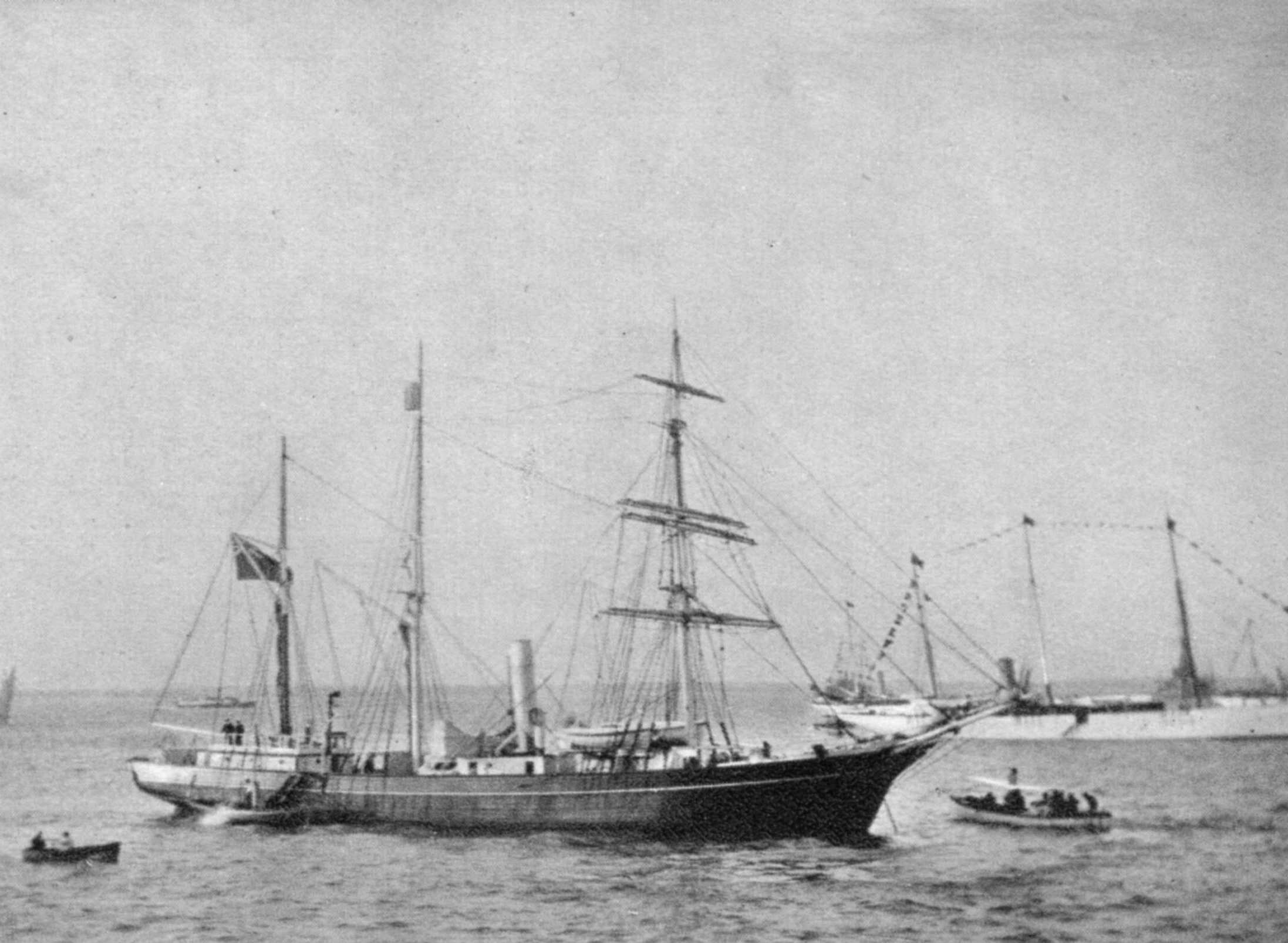
Le Nimrod lors de son départ de l’Angleterre pour l'expédition Nimrod, 1907.

L'expédition Nimrod (1907-1909) est la première des trois expéditions en Antarctique dirigées par Ernest Shackleton. Le but de l'expédition est, comme le déclare Shackleton, « de naviguer vers la mer de Ross en Antarctique afin d'atteindre le pôle Sud géographique et le pôle Sud magnétique ». Les circonstances dans lesquelles Shackleton et Mackintosh se rencontrent pour la première fois sont inconnues, ni la raison d'attribution de ses fonctions de second sur le Nimrod. Il semble, toutefois, que Mackintosh gagne rapidement la confiance de Shackleton et impressionne les autres avec, entre autres qualités, sa volonté et sa détermination. Alors que le Nimrod est en Nouvelle-Zélande avant le départ pour le Sud, Shackleton ajoute le nom de Mackintosh à l'équipe qui devait être débarquée sur le continent.
Le voyage vers l'Antarctique se déroule sans encombre, mais Mackintosh, comme un certain nombre de membres de l'équipage, se trouve contrarié vis-à-vis de l'attitude du capitaine du navire Rupert England, qu'il juge « peu fiable » alors qu'ils doit, en tant que membre de l'équipe débarquée, avoir confiance en celui qui reviendrait l'été suivant les rechercher.

#### Accident
Le 31 janvier 1908, peu de temps après l'arrivée du Nimrod en Antarctique, Mackintosh ramène l'automobile qu'il doit tester sur le navire, celle-ci n'étant que peu pratique sur la glace. Ce transfert a lieu à bord du navire, quand l'un des crochets servant à lever les charges lâche, se balance sur le pont et atteint la tête de Mackintosh en lui perforant l'œil droit. Il est immédiatement amené dans la cabine du capitaine, où quelques heures plus tard, le médecin de l'expédition Eric Marshall lui enlève l'œil, en utilisant du matériel chirurgical en partie improvisé, faute d'avoir le nécessaire et du chloroforme. Marshall est très impressionné par son courage. Cet accident coûte à Mackintosh sa place dans l'équipe débarquée, car il est contraint de retourner en Nouvelle-Zélande à cause de sa blessure. Mackintosh semble davantage déçu par son départ forcé que par la perte de son œil. Il ne prend donc pas part aux événements principaux de l'expédition, mais revient avec le Nimrod en janvier 1909 pour participer aux dernières étapes. En effet, Ernest Shackleton, qui est en différend avec le capitaine du navire Rupert England, souhaite la présence de Mackintosh comme capitaine du Nimrod pour son retour en Antarctique la seconde saison après l'hivernage en Nouvelle-Zélande. Mais celui-ci n'est pas suffisamment rétabli de sa blessure à l'œil.

#### Perdu sur la glace
- Trajet record de l'expédition Nimrod

Trajet record de l'expédition Nimrod

Le 1er janvier 1909, le Nimrod, en route pour son retour vers le sud, est stoppé par le pack très compact à encore 40 km du camp de base de l'expédition, au cap Royds. Mackintosh décide de mener un groupe pour continuer le voyage par la glace pour transporter le courrier à terre. Ainsi débute ce que l'historien polaire Beau Riffenburgh décrit comme « l'un des moments les plus incroyables de l'expédition tout entière ».
Ce groupe, composé de Mackintosh et de trois marins, quitte le navire dans la matinée du 3 janvier avec un traîneau contenant des fournitures et un sac de courrier. Deux marins regagnent rapidement le navire, tandis que Mackintosh et le dernier marin vont de l'avant. Ils campent sur la glace ce soir-là, mais le lendemain, toute la zone de banquise autour d'eux s'est disloquée. Après une course désespérée sur les morceaux de glaces en mouvement, ils réussissent à atteindre une petite langue de glacier, où ils campent et patientent plusieurs jours que leur photokératite s'estompe. Lorsque leur vue revient, ils constatent que le cap Royds est visible, mais que le « passage » de glace y conduisant n'est plus là. Après une nouvelle attente, ils décident d'aller à l'abri par la terre ferme, une entreprise dangereuse en raison de leur manque d'expérience et d'équipement.
Le 11 janvier, ils partent avec tous leurs équipements et fournitures et les 48 heures suivantes sont un combat sur le terrain hostile antarctique, à travers des zones de crevasses profondes et peu perceptibles. À un moment, afin d'avancer, ils doivent même monter à 910 m et se débarrasser du sac de courrier. C'est seulement après une journée à avancer dans le brouillard que, par chance, ils aperçoivent Bernard Day, l'un des membres de l'équipe qu'ils rejoignent, proche de la cabane. Le navire récupère plus tard le sac de courrier abandonné. John King Davis, officier sur le Nimrod, déclare par la suite : « Mackintosh était toujours prêt à prendre tous les risques. Il s'en est sorti cette fois-ci ». Cette aventure est perçue comme un « avant-goût » de l'escapade mortelle de Mackintosh sept ans plus tard.
Déterminé pour accomplir sa tâche, Æneas Mackintosh rejoint bientôt Ernest Joyce et d'autres dans un voyage à travers la barrière de Ross jusqu'à Minna Bluff afin de construire un dépôt pour Ernest Shackleton et son équipe, de retour d'une tentative d'atteinte du pôle Sud. Le 3 mars, tout en arpentant le pont de l’Aurora, Mackintosh observe un signal en direction de la péninsule de Hut Point, qui avertit du retour de l'équipe de Shackleton, atteignant un « Farthest South » de 88°23′S, sans toutefois parvenir au pôle.

### Entre les deux expéditions
Mackintosh retourne en Angleterre en juin 1909. Il est informé qu'en raison de sa perte de vue, il est libéré de son service à la P&O. Désabusé, il accepte au début de l'année 1910 d'accompagner Douglas Mawson dans un voyage en Hongrie pour évaluer un champ d'or potentiel, dont Ernest Shackleton espère qu'il constitue la base d'une activité lucrative. En dépit d'un rapport prometteur de Mawson, rien n'aboutit. Mackintosh, lance donc, de son côté, sa propre expédition : une chasse au trésor sur l'île Cocos au large de la côte Pacifique du Panamá, mais il rentre, encore une fois, chez lui les mains vides.
En février 1912, Mackintosh se marie avec Gladys Campbell et est nommé au poste de secrétaire adjoint à la Guilde impériale de la marine marchande, à Liverpool. Cependant, il en est insatisfait. Il exprime même son ambition latente de retourner en Antarctique à un ancien collègue : « Je ressens toujours que je n'ai jamais terminé ma première initiation — donc je voudrais faire une bamboche finale, pour le meilleur ou le pire ! ».

### Expédition Endurance

L'équipe de Mackintosh sur une carte de l'Antarctique tel qu'il est connu de nos jours.

- Le trajet de la première équipe de Shackleton tel qu'il était prévu à l'origine[Note 3].
- Le voyage de l’Aurora
- La tempête sur l’Aurora et sa prise dans le pack, laissant sur place une partie de l'équipe
- La mise en place des dépôts de provisions

#### Premières difficultés
Mackintosh accepte facilement l'invitation de Shackleton d'adhérer à l'expédition Endurance, à l'origine comme l'un des membres du groupe faisant la traversée transcontinentale depuis la mer de Weddell. Toutefois, il est nommé capitaine du navire Aurora et d'un groupe de support en mer de Ross — c'est-à-dire l'autre côté du continent — pour l'autre groupe principal de marcheurs. Le groupe que commande Mackintosh est connu comme le Ross Sea Party (le groupe de la mer de Ross) chez les anglo-saxons, pour le différencier de l'autre groupe. Cette nomination fait suite au refus d'un autre pilier de l'expédition Nimrod, Eric Marshall. Cette équipe en mer de Ross a pour tâche de mettre en place une série de dépôts à travers la barrière de Ross afin de soutenir l'équipe transcontinentale dans les étapes finales de son voyage. Shackleton considère qu'il s'agit d'une « mission de routine ».
Mackintosh est arrivé en Australie en novembre 1914 pour prendre ses fonctions et est immédiatement en butte à des problèmes majeurs. Sans avertissement, Shackleton coupe une partie des fonds alloués à l'équipe de 2 000 £ (équivalent à environ 80 000 £ de 2008) à 1 000 £, chargeant Mackintosh « [d']obtenir tout ce que vous pouvez gratuitement en tant que dons » et d'hypothéquer le navire de l'expédition pour augmenter le budget. Il apparaît ensuite que l'achat du navire n'est pas correctement fait, ce qui retarde Mackintosh dans l'hypothèque de celui-ci. Pire encore, l’Aurora est alors tout à fait impropre à la navigation en Antarctique sans un vaste travail de révision, ce qui exige la coopération du gouvernement australien, exaspéré par cela. Le traitement de ces difficultés dans un délai très restreint cause une grande inquiétude à Mackintosh et les méfaits sur les relations publiques avec ces problèmes provoquent « un sentiment désagréable à l'égard de l'expédition » parmi le public australien. Le recrutement de l'équipage et du personnel scientifique est également problématique : la plupart des nominations étant faites à la dernière minute, l'équipe a une faible expérience polaire.

#### Mise en place des dépôts de la première saison
L’Aurora quitte finalement Hobart, en Tasmanie, le 24 décembre 1914, et parvient au détroit de McMurdo le 16 janvier 1915, établissant son camp de base dans l'ancien abri de l'expédition Terra Nova (1911-1913) du capitaine Robert Falcon Scott, au cap Evans. Mackintosh est déterminé à ce que le travail commence au plus tôt avec la mise en place des dépôts d'approvisionnement à 79° et 80°S. En effet, il estime qu'il est possible qu'Ernest Shackleton tente la marche transcontinentale dès la première saison. Ernest Joyce, unique autre membre expérimenté de l'Antarctique, proteste pour que les hommes et les chiens prennent le temps de s'acclimater et se forment, mais cela est rejeté. La pose des dépôts, dirigée par Mackintosh de janvier à mars 1915, constitue une série d'incidents qui justifient les craintes de Joyce : une tempête de neige retarde leur départ, un traîneau à moteur tombe en panne après quelques kilomètres et Mackintosh et son groupe s'égarent sur la mer de glace. La plupart des provisions emmenées vers la barrière n'arrivent pas aux deux premiers dépôts, car elles sont laissées sur la glace pour réduire les charges. Après que Mackintosh insiste sur le fait de prendre les chiens jusqu'à la latitude de 80°S malgré les protestations de Joyce, tous les animaux emmenés sont morts sur le chemin du retour. Les hommes, gênés par les engelures et épuisés, atteignent la péninsule de Hut Point le 24 mars, barré du navire et de sa base du cap Evans par un dangereux pack. Après cette expérience, la confiance dans le commandement de Mackintosh est affaiblie et des querelles ont lieu.

#### Perte de l’Aurora
À la mi-juin, Mackintosh et son groupe de Hut Point arrivent à l'abri du cap Evans. Là, ils sont en butte à un nouveau problème : le 7 mai, l’Aurora rompt ses amarres, emportant au large son équipage de dix-huit personnes et surtout la majeure partie des fournitures et du matériel pour l'abri, contraignant le navire à prendre la mer. L'état du pack et l'arrivée de l'hiver fait évidemment penser que son retour est peu probable. Le 26 juin, Mackintosh organise une réunion avec les dix membres de l'« équipe abandonnée » pour résumer leur situation. En l'absence du navire, leur tâche est de récupérer l'ensemble des fournitures utilisables abandonnées par l'expédition Discovery de Scott près de l'abri, d'improviser des habits et des équipements et de s'équiper le mieux possible pour la prochaine saison de pose de dépôts. Ce qui exige, selon Mackintosh, « une performance hors-norme lors d'un voyage polaire pour accomplir leur mission ». L'ensemble des hommes sont engagés à soutenir, sans réserve, cet effort. Joyce, habituellement le plus critique vis-à-vis de Mackintosh, déclare que « le capitaine nous stimulait tous et nous gardait joyeux et en forme ». En effet, n'étant pas au courant des déboires du groupe de Shackleton, l'équipe souhaite s'acquitter de sa tâche et ne pas laisser leurs camarades sans nourriture.

#### Mise en place des dépôts de la seconde saison

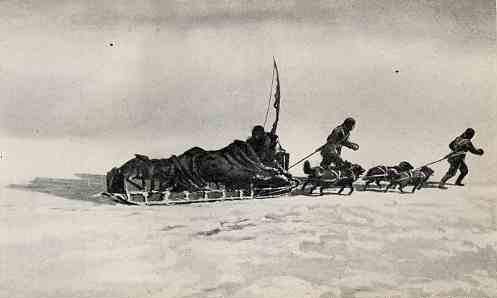
Mackintosh et Arnold Spencer-Smith remorqués dans un traîneau.

La longue mission de pose de dépôts la saison 1915-1916 débute en septembre 1915. Un homme reste au cap Evans pour surveiller l'éventuel retour du navire et les neuf autres commencent à hisser les provisions sur la barrière de glace. Une équipe de trois hommes retourne à la base après un problème d'équipement alors que les six autres, commandés par Mackintosh, réalisent la dernière étape de la mission en posant des dépôts le long d'une ligne imaginaire en entre 80°S et le glacier Beardmore. En janvier 1916, la santé de Mackintosh se détériore et il montre les premiers symptômes du scorbut. Néanmoins, il insiste sur le fait que son devoir est « [de] voir personnellement chaque dépôt bâti ». Arnold Spencer-Smith, l'aumônier et photographe de l'expédition, tombe entre-temps malade et devient un « simple passager ». Mackintosh, dans une démonstration de ce que Shackleton appelle sa « volonté de fer », refuse la possibilité d'être traité comme invalide, alors que les autres partent plus vers le Sud. Le dernier des dépôts, au mont Hope, au pied du glacier Beardmore, à 83°45′S, est mis en place le 26 janvier 1916.
En mars, lors du voyage retour, Spencer-Smith, de plus en plus mal, doit être transporté sur le traîneau. Mackintosh suit l'équipe, car il était incapable de participer à la traction, laissant la charge du retour de l'équipe désormais dans les mains de Joyce. Comme les effets de son scorbut sont de plus en plus handicapants, Mackintosh est forcé, de temps à autre, de se joindre à Spencer-Smith en montant sur le traîneau. Au fur et à mesure de leur avancée vers le nord, même les quatre hommes les plus forts de Joyce, Ernest Wild, Richard W. Richards et Victor Hayward souffrent de gelures, de photokératite et de scorbut naissant. Spencer-Smith décède alors le 9 mars, près de l'abri de la péninsule de Hut Point.
Richards, Wild et Joyce luttent pour arriver à l'abri avec Hayward et Mackintosh, laissés dans une tente en attendant leur retour. Le 18 mars, les cinq survivants arrivent à Hut Point, après avoir procédé à la mise en place dans son intégralité des dépôts conformément aux ordres de Shackleton,.

#### Disparition

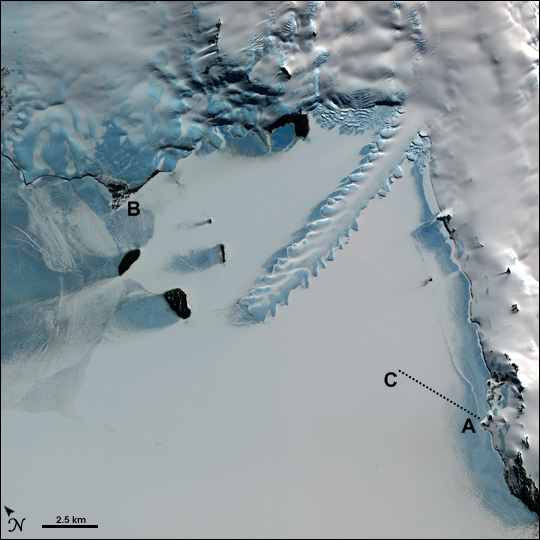
Le détroit de McMurdo glacé avec la langue du glacier Erebus au centre et la péninsule de Hut Point sur la droite. Mackintosh et Hayward partirent le 8 mai 1916 de Hut Point (A), dans le but de rejoindre le cap Evans (B) via la glace. Ils sont disparus dans la zone indiqué par C.

Avec l'aide de la viande fraîche de phoque, les survivants récupèrent lentement. Néanmoins, ils sont incapables de terminer le voyage jusqu'au cap Evans en raison de l'instabilité de l'état du pack. Les conditions à Hut Point sont considérées et décrites comme « sombres et déprimantes », avec un régime alimentaire à base de phoques et un confort très sommaire. Mackintosh, en particulier, trouve intolérable la vétusté de l'abri et redoute la possibilité que, bloqués à la péninsule de Hut Point, ils ne ratent le retour du navire. Après quelques jours de reconnaissance avec Hayward, Mackintosh annonce, le 8 mai 1916, qu'ils sont « prêts à se risquer sur la glace » et, contre les conseils de leurs camarades, ils ne partent qu'en transportant peu de fournitures. Peu de temps après, alors qu'ils ne distinguent plus l'abri de Hut Point, un sévère blizzard se développe et dure deux jours. Quand il diminue, Joyce et Richards suivent les traces de pas encore visibles sur la glace, jusqu'à une fissure importante, où celles-ci s'arrêtent. Ni Mackintosh, ni Hayward ne réussissent à revenir au cap Evans et aucune trace des deux hommes n'est retrouvée par la suite, malgré les recherches de Joyce. Ce dernier, Richards et Wild réussissent enfin à atteindre, par la suite, le cap Evans en juin. Les recherches se poursuivent, même après l'arrivée de l’Aurora en janvier 1917 qui apporte son aide. Toutes les indications laissent à supposer que Mackintosh et Hayward sont tombés dans la mer en marchant sur un morceau de pack trop fin, ou que le morceau sur lesquels ils se trouvaient a été soufflé au large par la mer durant le blizzard.

## Postérité
Les journaux de bord de Mackintosh, qui couvrent la période allant jusqu'au 30 septembre 1915, sont publiés longtemps après sa mort sous le nom de Shackleton's Lieutenant. Les manuscrits originaux sont détenus par le Scott Polar Research Institute.
Faute d'avoir eu le texte à disposition rapidement, les deux principales sources à la disposition des historiens sur cette équipe en mer de Ross sont ceux d'Ernest Joyce, The South Polar Trail, publié en 1929, et de Richard W. Richards, The Ross Sea Shore Party 1914–17. La réputation de Mackintosh n'est guère bien servie par les deux, en particulier celui de Joyce, très partisan, qui est, par exemple, décrit par Kelly Tyler-Lewis comme « une épopée où il se donnait le beau rôle ». Joyce est généralement très dur sur la façon de commander de Mackintosh : « Je n'ai jamais eu, dans mon expérience, vu un tel idiot en charge d'hommes », écrit-il dans un journal. Les journaux de bord de Richards sont beaucoup plus courts et plus simples, mais des décennies plus tard, alors qu'il est alors le seul membre de l'expédition encore en vie, il affirme que la marche de Mackintosh pour mettre en place les dépôts en mars est « extrêmement pathétique », qu'il eut « complètement perdu ses nerfs » et que la marche fatale sur la glace est du « suicide ».

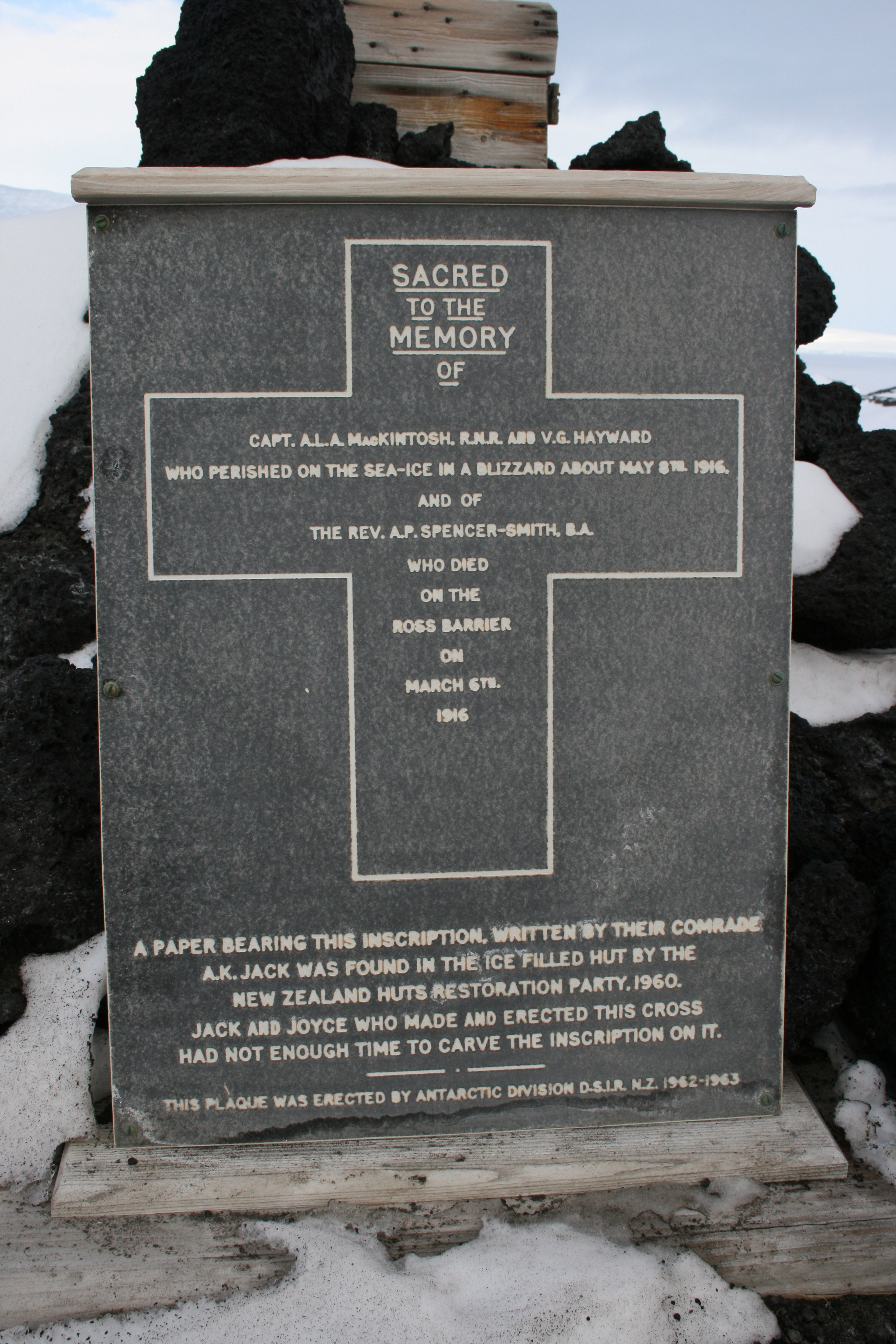
Plaque commémorative au cap Evans.

Cette opinion, généralement négative, de Mackintosh n'est cependant pas unanime parmi ses camarades. Alexander Stevens, responsable scientifique, le trouve « solide et fiable » et estime que l'équipe aurait fait beaucoup moins, sans « l'infatigable commandant Mackintosh ». John King Davis admire également le dévouement de Mackintosh et considère la pose de dépôts comme « [un] magnifique succès ».
Ernest Shackleton est équivoque. Dans South, il reconnaît que Mackintosh et ses hommes ont atteint leurs objectifs, fait l'éloge de l'équipe et de ses qualités d'endurance et d'abnégation, affirmant que Mackintosh est mort pour sa patrie. Cependant, dans une lettre, il est très critique : « Mackintosh semble n'avoir aucune idée de la discipline ou de l'organisation […] ». Shackleton donne une partie de sa rétribution reçue lors d'une courte tournée en Nouvelle-Zélande afin de soutenir la famille Mackintosh. Mackintosh eut deux filles, la seconde naissance arrivant lorsqu'il se trouve en Australie en attendant le départ de l’Aurora. Lors du voyage retour sur la barrière de glace en février 1916, s'attendant à mourir, il écrit un message d'adieu, avec des échos à celui du capitaine Robert Falcon Scott. Le message conclut : « Si cela avait été la volonté de Dieu de nous reprendre la vie, nous la lui aurions donnée en Britanniques, car notre tradition veut que nous le fassions avec honneur. Au revoir mes amis, je sais que ma chère femme et mes enfants ne seront pas délaissés ». Après la mort de son mari, Gladys Mackintosh épouse Joseph Stenhouse, le premier officier de l’Aurora et, plus tard en 1923, son capitaine.
Mackintosh, recevant la médaille polaire d'argent pour son travail au cours de l'expédition Nimrod, est commémoré par le mont Mackintosh en Antarctique.